# Albert Fredrich Schwartz

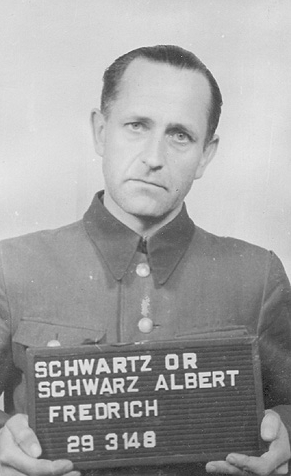
Albert Schwartz im April 1947

Albert Fredrich Schwartz (* 11. Mai 1905 in Schwarzenau, (Westpreußen); † 5. Juli 1984 in Ahrensbök) war ein deutscher SS-Hauptsturmführer und als Leiter der Standortverwaltung des KZ Stutthof und Arbeitseinsatzführer im KZ Buchenwald eingesetzt.

## Leben
Schwartz, Sohn eines Gutsbesitzers, absolvierte die Handelsschule in Danzig. Ab 1925 war er bei der Stadtsparkasse Danzig beschäftigt. Schwartz qualifizierte sich später an der Handelshochschule in Danzig und der Sparkassenfachschule in Hannover weiter und beendete 1938 seine Ausbildung zum Sparkasseninspektor. Schwartz trat 1930 der NSDAP (Mitgliedsnummer 228.771) und SA bei. Von der SA wechselte er 1931 zur SS (Mitgliedsnummer 6.532), wo er als Kassenverwalter bei einer SS-Standarte tätig war.
Nach seiner Einberufung zur Polizeireserve in Danzig war Schwartz von 1939 bis 1942 für die Verwaltung der Hilfsgefangenenlager im Einzugsgebiet des Danziger Polizeipräsidenten zuständig. Ende 1941 wurde Schwartz Angehöriger der Waffen-SS und wurde 1942 im KZ Stutthof Adjutant des Lagerkommandanten.
Von Oktober 1942 bis zum 11. April 1945 war Schwartz Arbeitseinsatzführer im KZ Buchenwald und löste in dieser Funktion Philipp Grimm ab. Seine Aufgaben umfassten im Wesentlichen auf Anforderung die Auswahl von geeigneten Häftlingen für die Buchenwalder Nebenlager zu treffen und zudem diesbezügliche geeignete Unterkünfte und Ausstattungen zu organisieren.
Nach Kriegsende wurde Schwartz verhaftet und zusammen mit Hans-Theodor Schmidt, Hans Merbach, Max Schobert, August Bender und Otto Barnewald, die ebenfalls zum Lagerpersonal des KZ Buchenwald gehörten, in dem US-amerikanischen Kriegsgefangenenlager Bad Aibling interniert.
Im Rahmen der Dachauer Prozesse wurde Schwartz im Buchenwald-Hauptprozess mit 30 weiteren Beschuldigten angeklagt. Am 14. August 1947 wurde Schwartz aufgrund seiner für den Ablauf der Lagerorganisation wichtigen Position wegen „Mithilfe und Teilnahme an den Operationen des Buchenwald-Konzentrationslagers“ zum Tode durch den Strang verurteilt. Das Urteil wurde später in lebenslange Haft umgewandelt. Schwartz wurde am 14. Mai 1954 aus dem Kriegsverbrechergefängnis Landsberg entlassen. Anschließend war Schwartz in leitender Position in der Industrie tätig und starb nach einem unauffälligen Leben im Juli 1984 in Ahrensbök.